# Phaeodimeriella asterinae
Phaeodimeriella asterinae är en svampart som beskrevs av Ahn & J.L. Crane 2004. Phaeodimeriella asterinae ingår i släktet Phaeodimeriella och familjen Pseudoperisporiaceae.   Inga underarter finns listade i Catalogue of Life.